# Carl Hession
Carl Hession is een bekende Ierse componist, arrangeur en pianist. Zijn achtergrond bevat bevat veel elementen van zijn opleiding in zowel de traditionele evenals de moderne (waaronder jazz) en klassieke muziek. 
Afkomstig uit Galway, Ierland ging hij na een klassieke piano-studie naar het University College Cork waar hij een Bachelor's Degree in Music bereikte, gespecialiseerd in keyboard improvisatie. Hij heeft daarna opgetreden met viool virtuoos Stephane Grappeli. Ook werkte Carl met zijn goede vrienden Frankie Gavin en Joe Derrane op het traditionele terrein en met Mary Coughlan in de jazz en blues wereld. Hij maakte opnames met jazz gitarist Louis Stewart. Hij trad ook op met de bekende ceili band The Shaskeen en met de groep Moving Cloud. 
Carl Hessions kunde is te vinden in de composities die hij heeft geschreven en gearrangeerd voor een aantal orkesten en ensembles en zijn samenwerking met Aidan O'Carroll op de cd Songs My Mother Taught Me.

## Discografie
- Celtic Aura - Irish Traditional Music - compilatie - 1990
- Mo Chairdin - met Paul Brock en Manus McGuire
- Old Time, New Time - 1995
- Moving Cloud - 1995
- Return to Inis Mor - 1996
- Tra Water's Edge - 1997
- Fox Glove - met Moving Cloud - 1998
- Mega Celtique
- Joe Derrane met Carl Hession
- Songs my Mother Taught Me - met Aidan O'Carroll
- Heart of Ireland - Collection of Celtic Songs - compilatie - 1998
- Shamrocks & Holy - An Irish Christmas Celebration - compilatie - 2000